# Fury (série télévisée)
Fury (sous-titré Brave Stallion en syndication) ou Furie au Québec est une série télévisée western américaine en 116 épisodes d'environ 30 minutes diffusée entre le 15 octobre 1955 et le 19 mars 1960 sur le réseau NBC.
Au Québec, elle a été diffusée à partir du 22 septembre 1958 sur Télévision de Radio-Canada puis à l'automne 1961 sur Télé-Métropole puis dans les années 1960 sur Télé-Luxembourg et en France, à partir du 16 mai 1976 sur TF1.

## Synopsis
L'histoire commence avec deux jeunes garçons qui se battent dans la rue. Alors que Joey Clark, le gagnant, s'éloigne, le perdant tente de jeter quelque chose sur lui mais l'objet passe à travers une vitre voisine. Le propriétaire du magasin attribue aussitôt la responsabilité à Joey, qui a été qualifié de fauteur de troubles à la suite d'incidents antérieurs. L'éleveur Jim Newton est témoin de l'incident et suit Joey quand ce dernier est emmené devant le juge, afin d'innocenter le garçon. Après avoir appris que Joey est orphelin, Newton le ramène chez lui dans son ranch et entame les procédures d'adoption.
Une intrigue typique implique une star invitée qui commet une bévue, est rebelle ou désordonnée, et a des ennuis mais est ensuite sauvée par le cheval Fury. Dans la plupart des épisodes, Fury ne permet qu'à Joey de le monter, mais parfois d'autres ont l'honneur de monter Fury s'ils ont fait une bonne action pour le cheval. 
L'un des concepts originaux de la série réside dans le fait que Fury reste un cheval sauvage (indompté) qui ne permet à personne d'autre que Joey de le monter ou même de s'approcher de lui. Dans plusieurs épisodes, les gens voient l'interaction calme entre le cheval "et le garçon qui l'aime", et ils supposent que le cheval est dompté. Mais quand ils essayent de lui mettre une selle, Fury se rebiffe et les attaque.

## Distribution
- Peter Graves (VF : Roger Rudel) : Jim Newton
- Bobby Diamond (en) (VF : Linette Lemercier) : Joey Newton
- William Fawcett : Pete Wilkey
- Roger Mobley : Packy Lambert
- Jimmy Baird : Pee Wee Jenkins
- Ann Robinson : Helen Watkins
- le narrateur du générique : Claude Péran

## Épisodes

### Première saison (1955-1956)
1. Joey trouve un ami (Joey Finds a Friend)
2. Étalon tueur (Killer Stallion)
3. titre français inconnu (The Horse Coper)
4. Joey va à la chasse (Joey Goes Hunting)
5. Terre brûlée (Scorched Earth)
6. titre français inconnu (Joey's Dame Trouble)
7. Joey et les Gitans (Joey and the Gypsies)
8. Le Père de Joey (Joey's Father)
9. Joey sauve la journée (Joey Saves the Day)
10. L'Histoire des 4-H (The 4-H Story)
11. Rodéo junior (Junior Rodeo)
12. Ville morte (Ghost Town)
13. Le Hobo (The Hobo)
14. Reine de Tungsten (Tungsten Queen)
15. Joey le voit à travers (Joey Sees It Through)
16. Fury volée (Stolen Fury)
17. Le Choix (The Choice)
18. L'Histoire de Boy Scout (The Boy Scout Story)
19. Recherche de Joey (Search for Joey)
20. Le Miracle (The Miracle)
21. Le Test (The Test)
22. Fury court pour gagner (Fury Runs to Win)
23. Bois (Timber)
24. titre français inconnu (Wonder Horse)
25. Trésor de pirate (Pirate Treasure)
26. Le Bébé (The Baby)